# Jean Joseph Jacotot

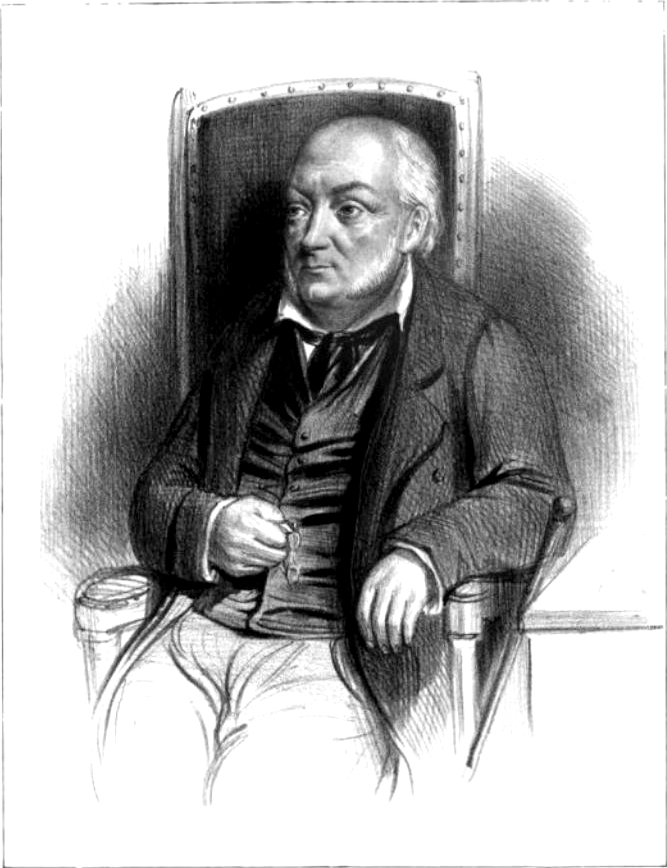
Jean Joseph Jacotot

Jean Joseph Jacotot (ur. 4 marca 1770 w Dijon, zm. 30 lipca 1840) – francuski pedagog. Profesor Uniwersytetu w Dijon.
Jean Jacotot stworzył analityczną metodę nauki czytania i pisania w języku ojczystym. Wywarł znaczący wpływ na metodykę nauczania języków obcych. Jako pedagog uważał, że należy ograniczać rolę nauczyciela na rzecz samodzielności uczniów.
Karierę zawodową rozpoczął jako nauczyciel i matematyk. W czasie wojny 1792 roku wstąpił do armii i w stopniu kapitana artylerii walczył po stronie rewolucyjnej Francji. Był zdecydowanym zwolennikiem wartości republikańskich. Po restauracji monarchii wyjechał do Belgii, gdzie wykładał język francuski na Catholic University of Leuven. W 1823 roku wydał swoją najważniejszą pracę Enseignement universel (ang. Universal Teaching Method) w której przedstawił swoją metodykę nauczania.

## Główne prace
- 1823: Enseignement universel[1]
- 1828: Mathêmatiques[1]